# Paweł Piontek
Paweł Piontek (ur. 4 sierpnia 1901, zm. 4 kwietnia 1927 w Toruniu) – porucznik piechoty Wojska Polskiego (zdegradowany do szeregowca), agent Abwehry.

## Życiorys
10 kwietnia 1921 roku rozpoczął naukę w 13. klasie Wielkopolskiej Szkoły Podchorążych Piechoty w Bydgoszczy. 9 kwietnia 1922 roku został mianowany podporucznikiem w korpusie oficerów piechoty z dniem 1 marca 1922 roku i 91. lokatą z równoczesnym wcieleniem do 66 Kaszubskiego pułku piechoty.
Zweryfikowany w stopniu podporucznika ze starszeństwem z dniem 1 grudnia 1921 roku. W następnych latach kontynuował służbę w 66 Kaszubskim pułku piechoty stacjonującym w Chełmnie (I batalion detaszowany w Chojnicach). Awansował na porucznika ze starszeństwem z dniem 1 grudnia 1923 roku w korpusie oficerów piechoty. 15 sierpnia 1926 roku został przeniesiony do 1 batalionu strzelców w Chojnicach.
Porucznik Piontek „pozbawiony charakteru, lekkoduch, prowadzący rozrzutny i hulaszczy tryb życia, poszukiwał sam kontaktu z Niemcami i przy pierwszej nadarzającej się okazji doszedł do porozumienia z wysłannikiem Abweherstelle Królewiec”. W 1925 roku został zwerbowany przez swojego krewnego Güntera Wollenberga, agenta Abwehry. Początkowo jego oficerem prowadzącym był porucznik Heinrich Rauch z Abweherstelle Königsberg, a od marca 1926 roku komisarz gdańskiej policji Oskar Reile z Nebenstelle Danzig. W 1925 bądź 1926 roku porucznik Piątek pozyskał dla działalności szpiegowskiej na rzecz niemieckiego wywiadu swojego rówieśnika i kolegę pułkowego, porucznika Kazimierza Urbaniaka oraz swoją narzeczoną Wandę Piekarską, pełniącą funkcję łączniczki.
W listopadzie 1926 roku został aresztowany przez polski kontrwywiad. W poniedziałek 4 kwietnia 1927 roku wyrokiem Wojskowego Sądu Okręgowego Nr VIII w Grudziądzu został skazany za „zdradę tajemnicy wojskowej na rzecz państwa ościennego” na degradację, wydalenie z wojska, pozbawienie praw obywatelskich i karę śmierci przez rozstrzelanie. Wyrok został zatwierdzony przez dowódcę Okręgu Korpusu Nr VIII, generała dywizji Leona Berbeckiego. Prezydent RP Ignacy Mościcki nie skorzystał z prawa łaski. Wyrok został wykonany tego samego dnia o godz. 19.10 w Forcie Żółkiewskiego w Toruniu.
W 1988 roku na kanwie afery szpiegowskiej poruczników Pawła Piontka i Krzysztofa Urbaniaka powstały dwa odcinki (5. i 6.) serialu telewizyjnego „Pogranicze w ogniu”. W postać filmowego porucznika „Konrada Piątkowskiego” wcielił się Dariusz Siatkowski.